# Inape auxoplaca
Inape auxoplaca är en fjärilsart som beskrevs av Edward Meyrick 1926. Inape auxoplaca ingår i släktet Inape och familjen vecklare. Inga underarter finns listade i Catalogue of Life.